# Thennelières
Thennelières ist eine französische Gemeinde mit 336 Einwohnern (Stand: 1. Januar 2022) im Département Aube in der Region Grand Est (vor 2016 Champagne-Ardenne); sie gehört zum Arrondissement Troyes und zum Kanton Vendeuvre-sur-Barse. 

## Geographie
Thennelières liegt etwa neun Kilometer ostsüdöstlich von Troyes. Umgeben wird Thennelières von den Nachbargemeinden Bouranton im Norden, Laubressel im Nordosten und Osten, Courteranges im Südosten, Ruvigny im Süden, Saint-Parres-aux-Tertres im Südwesten und Westen sowie Villechétif im Nordwesten. 
Durch die Gemeinde führt die Autoroute A26. 

## Bevölkerungsentwicklung
| Jahr                       | 1962 | 1968 | 1975 | 1982 | 1990 | 1999 | 2006 | 2011 | 2019 |
| Einwohner                  | 174  | 181  | 238  | 245  | 248  | 267  | 321  | 343  | 332  |
| Quellen: Cassini und INSEE |      |      |      |      |      |      |      |      |      |

## Sehenswürdigkeiten
- Kirche Saint-Léon-II aus dem 12. Jahrhundert

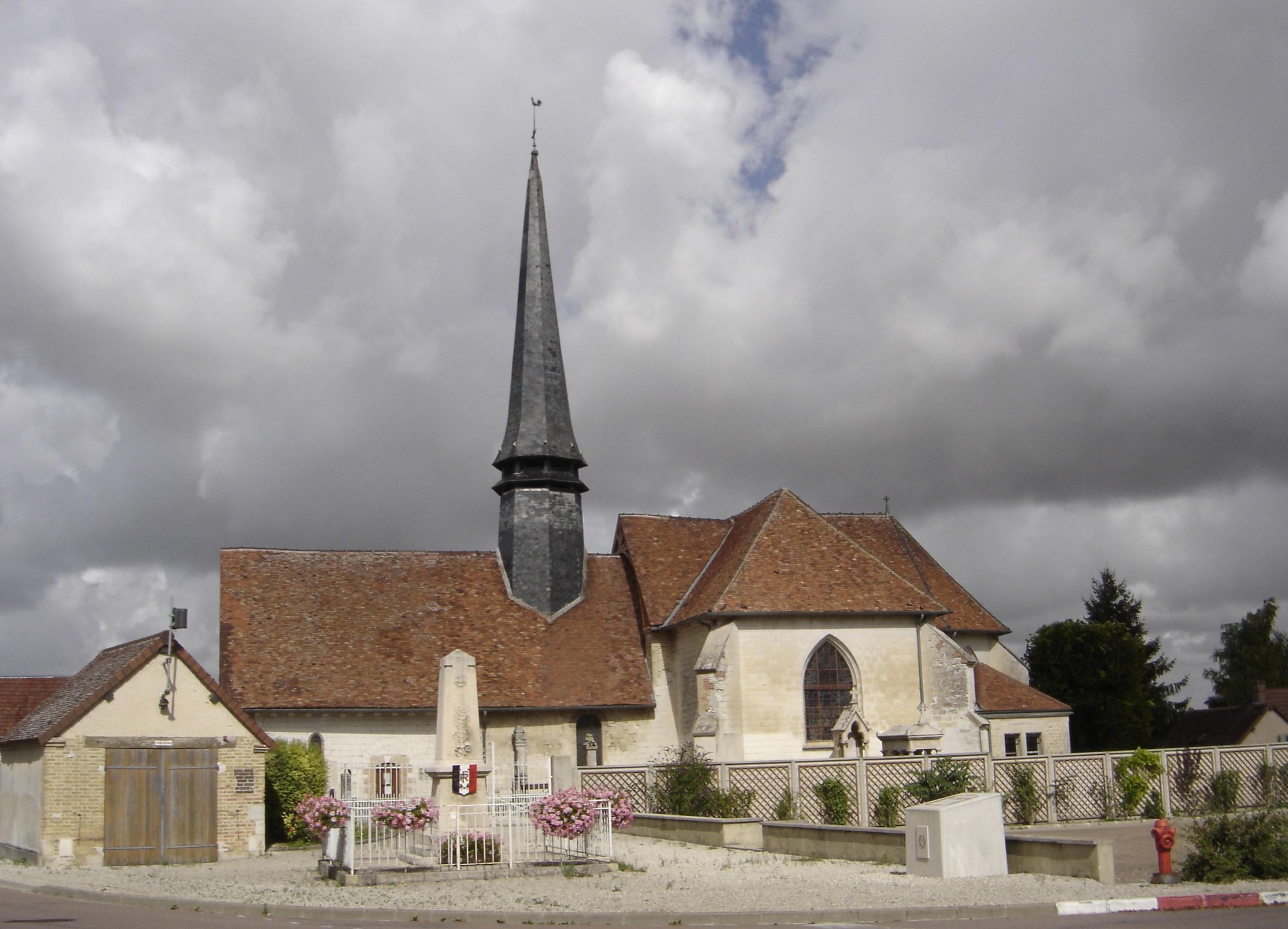
Kirche Saint-Léon II.